# Last of the Good Guys
Last of the Good Guys es un telefilme estadounidense de drama de 1978, dirigido por Theodore J. Flicker, que a su vez lo escribió junto a John D. Hess y Clark Howard, musicalizado por Dana Kaproff, en la fotografía estuvo Emmett Bergholz y los protagonistas son Robert Culp, Elta Blake y Jonathan Harris, entre otros. Este largometraje fue producido por Columbia Pictures Television y se estrenó el 7 de marzo de 1978.

## Sinopsis
Un joven policía pone en marcha un elaborado sistema de engaño, su objetivo es asegurarse de que la familia de su amigo fallecido obtenga una pensión.